# Тайлих, Ярослав Владимирович
Ярослав Владимирович Тайлих (укр. Ярослав Володимирович Тайліх; род. 1959) — украинский политик. Председатель исполнительного комитета городского совета Ивано-Франковска в 1990–1994 годах.
Родился в 1959 году. В 1990 году был аспирантом Ивано-Франковского института нефти и газа. 4 марта 1990 года на сессии городского совета, сформированного по итогам многопартийных выборов, был избран его председателем: за его кандидатуру  проголосовали 114 из 150 депутатов. На момент избрания Тайлиху был 31 год, что сделало его самым молодым градоначальником в Украинской ССР. В городском совете входил во фракцию «Народный рух Украины. За перестройку», которая насчитывала 44 депутата.
При Тайлихе в жизни города произошёл ряд значимых изменений: в частности, начал широко отмечаться День города, были организованы художественные импрезы, открыта первая украинская гимназия, восстановлен ряд церквей, разрушенных в годы советской власти. Тайлих также способствовал декоммунизации Ивано-Франковска: в городе были снесены памятники Ленину и переименован ряд улиц.
На выборах городского головы в 1994 году Тайлих уступил победу Богдану Боровичу. Вскоре после поражения он, вместе с женой и тремя дочерьми, уехал в американский город Филадельфия. Долгое время работал программистом в шведско-американской компьютерной фирме, а его жена — в украинском банке. Старшая дочь закончила Вашингтонский университет с отличием. Две младшие дочери-двойняшки закончили с отличием среднюю школу и поступили в университет.